# Опалка, Адольф
Адольф Опалка (чеш. Adolf Opálka; 4 января 1915 — 18 июня 1942) — надпоручик Чехословацкой армии в годы Второй мировой войны, командир диверсионной группы, участник боя с нацистами в соборе Святых Кирилла и Мефодия в Праге.   

## Биография
Родился 4 января 1915 года в деревне Решице в Моравии (Чехия). Адольф был незаконнорождённым сыном мельника Виктора Яролима и Анежки Опалковой. После смерти матери в 1923 году Адольф жил у тёти Мари. 
В 1932—1936 гг. обучался в коммерческой академии, после окончания которой был призван в чехословацкую армию. Служил в 43-м полку в Брно. Потом поступил в военную академию и продолжил службу в звании поручика (лейтенанта). 
После немецкой оккупации Чехословакии в 1938 году Опалка с друзьями бежал в Польшу, откуда отправился в Сирию. Там он некоторое время служил во Французском Иностранном легионе, после чего отправился во Францию, где вступил в 1-ю чехословацкую дивизию. Опалка был назначен командиром пехотного взвода во втором пехотном полку. Участвовал в боях с немцами во Франции. После её поражения Опалка вместе с остаткам дивизии эвакуировался в Великобританию. Там он служил в 1-й чехословацкой смешанной бригаде.
Потом он зачислился добровольцем для отбора в отряд специального назначения. После прохождения подготовки Опалка стал командиром диверсионной группы  "Out Distance", состоящей из трёх человек: сам Опалка, Иван Коларжик и Карел Чурда. В 2 часа ночи 28 марта 1942 года отряд был выброшен в Чехословакии. Главной целью была доставка радиопередатчика другим группам. Однако из-за ошибки экипажа самолёта, транспортировавшего диверсантов, троица была выброшена в неправильном месте и при посадке потеряла всё требуемое для операции оборудование и документы. Чехословаки решили разделиться. Иван Коларжик был арестован и застрелился, чтобы не выдать противнику своих товарищей. Карел Чурда добровольно сдался гестапо и после войны был казнен как предатель. Адольф Опалка бежал в Прагу, где с ним связался Ярослав Шварц. Потом они укрылись в соборе святых Кирилла и Мефодия. 18 июня 1942 года собор был окружён нацистами, искавшими убийц обергруппенфюрера СС Рейнхарда Гейдриха. Завязался неравный бой.
Адольф Опалка, Ян Кубиш и Йозеф Бублик сражались с немцами в главном помещении, а Ярослав Шварц, Йозеф Габчик, Ян Грубы и Йозеф Валчик — в крипте. В ходе перестрелки диверсанты сражались до последнего. Когда их боеприпасы были на исходе, все сражавшиеся чехи и словаки, кроме потерявшего сознание и вскоре умершего от ран Яна Кубиша, застрелились, не желая попасть в немецкий плен. В их числе был и Адольф Опалка.

## Награды и почести
Адольф Опалка был награждён 2 Чехословацкими Военными крестами, Орденом Милана Растислава Штефаника, Военной памятной медалью, Чехословацким военным орденом «За Свободу» посмертно. В 2002 году Адольфу Опалке было присвоено звание полковника посмертно.